# Campistrous
Campistrous é uma comuna francesa na região administrativa de Occitânia, no departamento dos Altos Pirenéus. Estende-se por uma área de 10,12 km², Em 2010 a comuna tinha 321 habitantes (densidade: 31,7 hab./km²)..